# Akta z Marburga
Akta z Marburga, inaczej Akta Księcia Windsoru – ściśle tajne archiwa ministra spraw zagranicznych odkryte w Niemczech w maju 1945 roku w pobliżu gór Harz i zebrane w zamku Marburg w Hesji.

## Treść
Są to dokumenty z korespondencji szczegółowo opisujące spisek nazistów, nazwany Operacja Willi, zaaranżowany w 1940 roku. Miał na celu przekonanie księcia Windsoru do oficjalnego przyłączenia się do nazistów i przeniesienia do Niemiec w celu zachęcenia Wielkiej Brytanii do negocjacji pokojowych.

## Publikacja
Brytyjscy, francuscy i amerykańscy historycy początkowo zgodzili się współpracować od 1946 roku, mając nadzieję na publikację tylko tych dokumentów, które uważali za niezbędne do publikacji. Mała partia została wydana w 1954 r., następnie cały tom został wydany do publikacji w 1957 r., a kolejne pliki wypuszczono w 1996 r.